# Lewisburg (Virgínia Ocidental)
Lewisburg é uma cidade localizada no estado norte-americano de Virgínia Ocidental, no Condado de Greenbrier.

## Demografia
Segundo o censo norte-americano de 2000, a sua população era de 3624 habitantes.
Em 2006, foi estimada uma população de 3561, um decréscimo de 63 (-1.7%).

## Geografia
De acordo com o United States Census Bureau tem uma área de
9,9 km², dos quais 9,9 km² cobertos por terra e 0,0 km² cobertos por água. Lewisburg localiza-se a aproximadamente 523 m acima do nível do mar.

## Localidades na vizinhança
O diagrama seguinte representa as localidades num raio de 24 km ao redor de Lewisburg.